# Московский комсомолец (издательский дом)
Изда́тельский дом «Московский комсомолец» основан на базе ежедневной газеты «Московский комсомолец». Издания выпускаются с единым для всех логотипом. ЗАО «Редакция газеты „Московский комсомолец“»
зарегистрировано Федеральной службой по надзору в сфере связи, информационных технологий и массовых коммуникаций (Роскомнадзор).
Свидетельство о регистрации средства массовой информации Эл № ФС77-41598 от 13 августа 2010 года.

## Структура
Организация «ИД „Московский Комсомолец“» включает:
- пакет изданий (Издательский дом «Московский комсомолец» (ИД «МК») это 84 издания с суммарным тиражом около 28 миллионов экземпляров в 12 странах мира[3][4]),
- рекламно-информационное агентство «О’Кей» — внутренний медиаселлер Издательского дома (создано в 1991 году; в штате РИА «О’Кей» трудится более 150 человек),
- службы распространения «МК-Агентство», «МК-Сервис», ООО «РитейлМедиаГрупп»,
- «Агентство праздничных программ», организующее летний праздник газеты,
- аудиторскую фирму «МК и партнеры»,
- компанию ООО АПП-«МК-подписка» (дистрибьютор мультимедийной продукции).

Организационная модель холдинга — линейно-функциональна.

## Еженедельные приложения
Издательский дом «Московский комсомолец» (ИД «МК») осуществляет подготовку и печать специальных еженедельных выпусков «МК» в 64 регионах России, еженедельных выпусков «МК» на Украине, в Белоруссии, Латвии, Казахстане и Киргизии, еженедельных выпусков «МК», издаваемых в США — еженедельная цветная русско-американская газета «В Новом Свете», в Израиле — «Русский израильтянин», в Канаде — «МК — Наша газета» и др.
В линейку проектов (помимо ежедневной газеты «Московский комсомолец») входят еженедельные приложения:
- «МК — российский региональный еженедельник» (формат A3) позиционируется как «первый общероссийский проект ИД „Московский комсомолец“. Еженедельные общественно-политические издания, выходящие в регионах России и за рубежом. Высокая концентрация обеспеченной аудитории с высшим образованием, руководителей и специалистов»[7],
- «МК-воскресенье» (формат A3),
- «МК-Бульвар» (формат A3),
- «МК-Мобиль» (формат A3, объём 32 полосы)[8][9],
- «Родительский дом» (формат A3)[10].

## Издания для охотников
С мая 2003 года издаётся журнал «Охота и рыбалка. XXI век». Кроме этого Издательский дом выпускает «Российскую Охотничую газету».

## Другие журналы
Выпускаются глянцевые журналы для женщин «Атмосфера» (формат А4) и (с 2005 года) «Атмосфера Красоты» (формат А5, объём от 180 полос).
В пакет изданий ИД включены иностранные издания и молодёжные проекты: журнал «Ты в центре», «Вместе».

## Закрытые проекты
Ранее выпускался журнал «Деловые люди», но этот ежемесячник в 2009 году был закрыт по экономическим соображениям.
Также был санирован выход приложения «МК — World Weekly».